# Francisco Tello de Sandoval
Francisco Tello de Sandoval (c. 1508, Sevilla - 8 de julio de 1580, Plasencia) fue un eclesiástico y estadista español, durante los reinados de Carlos V y Felipe II. Entre sus cargos, destacaron los de presidente del Consejo de Indias, así como los de obispo de Plasencia y Osma, a pesar de ser más conocido por su labor como visitador general de la Nueva España durante el virreinato de Antonio de Mendoza. 

## Biografía

### Primeros años y formación
Nació en Sevilla en torno a 1508, siendo hijo de Juan o de García Gutiérrez-Tello de Sandoval, y doña Beatriz Barba Marmolejo, ambos pertenecientes a importantes familias sevillanas, y vinculados al mayorazgo de Villanueva de Valbuena.
El 8 de agosto de 1528 obtuvo una beca para estudiar en el Colegio Mayor de San Bartolomé de la universidad de Salamanca, donde tomó contacto con Juan de Ovando, Fernando de Valdés, Hernando de Vega y Diego de Alderete, formando con ellos el grupo de los "bartolomicos" que dio prestigio al propio colegio.

### Trayectoria
Fue canónigo doctoral de la catedral de Sevilla, inquisidor de Toledo y miembro del Consejo de Indias a partir del 16 de junio de 1543.
Visitación de la Nueva España
El 13 de mayo de 1543, el emperador Carlos V le emitió la primera de dos cédulas en las que le encomendaba la visitación del virreinato de la Nueva España y de la Real Audiencia de México, encargándose de poner en vigor las Leyes Nuevas en estos territorios y de atender los cargos que se hicieron contra el virrey Antonio de Mendoza y Pacheco, quien se convertiría en su principal rival. Realizó dicha visitación desde su llegada a América en 1544, hasta su partida en 1547, y en ella se le otorgaban poderes adicionales propios de un juez de residencia.
Asimismo, el 18 de julio de 1543 fue nombrado inquisidor de la Nueva España por el cardenal Tavera, arzobispo de Toledo e inquisidor general del reino. 
Encontró férrea oposición por parte del virrey Mendoza, desistiendo en su cometido tras el nombramiento del III conde de Tendilla (hermano del virrey) como presidente del Consejo de Indias el 23 de julio de 1546.
Su visitación se conoce especialmente por la implementación de las Leyes Nuevas, la prohibición de la esclavitud a los indios, y el evitar en la Nueva España una rebelión como la que ocurrió en el Perú con la implementación de dichas leyes. Sus informes resultaron esenciales para la Recopilación de las Leyes de las Indias, publicada en 1570.
Retorno a la corte
Tras el conflicto con el virrey Mendoza, Tello de Sandoval volvió a la corte en septiembre de 1547. Se le prohibió presentar sus informes ante el Consejo de Indias, y entre 1550 y 1555 se presentaron fallos prohibiéndole presentar casos contra el virrey y otros miembros de la poderosa Casa de Mendoza.  A pesar de la presidencia del conde de Tendilla, continuó sirviendo en su cargo de consejero de Indias, encontrándose entre los signatarios de la constitución de la Real y Pontificia Universidad de México en 1551. Asimismo, formó parte del séquito que acompañó al príncipe de Asturias, futuro Felipe II, al Reino de Aragón en 1552.

### Presidencia del Consejo de Indias
Tras la muerte del emperador Carlos V y el ascenso al trono de su hijo, Felipe II, Tello de Sandoval fue nombrado presidente de la Real Chancillería de Granada, cargo que ocupó entre 1557 y 1559, año en que fue promovido a la presidencia de la Real Chancillería de Valladolid.
En 1564, el rey Felipe II lo promovió nuevamente a la presidencia del Consejo de Indias, encargándole una reforma radical del gobierno de las Indias. Ocupó el cargo entre 1565 y 1567. Su cargo fue entorpecido por su débil salud, así como la oposición de algunos de sus antiguos partidarios, que acusaban de exceso de minuciosidad y falta de eficacia para ejecutar las reformas necesarias. Tras conseguir el nombramiento de obispo de Osma el 25 de abril de 1567, renunció a la presidencia del Consejo de Indias y de todos sus empleos políticos.

### Episcopado
Osma
El 15 de septiembre de 1567 tomó posesión del obispado de Osma, aunque antes participó en calidad de obispo electo como representante de Osma y Soria en las Cortes Generales celebradas en Madrid (junio de 1567). Benefició las obras de su catedral, obteniendo importantes exenciones fiscales que consiguió por su influencia personal. Asimismo, promovió la fundación de un colegio de la Compañía de Jesús en Soria (1576), instituyó fiestas patronales, e incrementó el ornato de la catedral con donaciones de su patrimonio personal, así como la capilla de Nuestra Señora los Ángeles, construida durante su obispado con la financiación del capitán don Diego de Medrano. Durante su episcopado se establecieron en España los estatutos de limpieza de sangre, los cuales defendió a pesar de la oposición interna. 
Plasencia
Tras doce años de episcopado, recibió con reticencia su promoción al obispado de Plasencia en 1578, siendo presentado el 2 de octubre del mismo año y tomando posesión el 14 de diciembre a través de su apoderado, el canónigo Miguel de Espinosa.

## Fallecimiento
Falleció el 8 de julio de 1580, y sus restos fueron trasladados el 11 de mayo de 1582 a la catedral de Osma, donde se encuentran enterrados bajo la inscripción "Aquí yace el señor don Francisco Tello de Sandoval, obispo de Osma y Plasencia. Falleció en ocho de julio de 1580 años. Su traslación fue en 11 de mayo de 1582". En ella se omiten todos sus cargos civiles.